# Janna Allen
Janna Allen (12 mei 1957 - 25 augustus 1993) was een Amerikaanse musicus en songwriter.

## Biografie
Ze is het meest bekend als schrijver van sommige grote hits, opgenomen door Daryl Hall & John Oates, in samenwerking met Daryl Hall, John Oates en haar zus Sara Allen, die Halls langdurige vriendin was en de persoon voor wie de hitsong Sara Smile van het duo werd geschreven.
Tussen Janna Allens meest succesvolle geschreven songs voor Hall en Oates waren Kiss on My List en Private Eyes, die zich in 1981 beiden plaatsten op de toppositie van de Billboard Hot 100. Ze werkte als receptioniste op het moment dat de twee songs werden uitgebracht. Ze schreef ook de Hall en Oates top 10-singles Did It in a Minute en Method of Modern Love. Allen schreef ook songs voor Cheap Trick, Peter Wolf en Joan Jett.

## Overlijden
Janna Allen overleed in augustus 1993 op 36-jarige leeftijd aan de gevolgen van leukemie.
- Biblioteca Nacional de España: XX1759696
- International Standard Name Identifier: 0000 0003 8517 5207
- MusicBrainz: dee5dfd0-d776-49d1-b83f-1edec2612989
- Virtual International Authority File: 49647846
- WorldCat: E39PBJtX4pcqJfh3RK9K9ryGHC